# Dallas (Georgia)
Dallas település az Amerikai Egyesült Államok Georgia államában, Paulding megyében, melynek megyeszékhelye is. Lakosainak száma 14 042 fő (2020. április 1.).

## Népesség
A település népességének változása:

| 2010 | 11 544 |
| 2020 | 14 042 |